# Роман о Тристане (рукопись РНБ)
«Рома́н о Триста́не» в прозе (фр. Roman de Tristan, en prose) — один из средневековых манускриптов XIV века на старофранцузском языке, содержащий рыцарский роман о герое легенды о Тристане и Изольде. С начала XIX века хранится в Санкт-Петербурге в РНБ под шифром Fr. F. v. XV № 2. Манускрипт РНБ относится к многочисленным средневековым прозаическим версиям «Романа о Тристане и Изольде».

## История
Рукопись привезена в Россию в составе коллекции П. П. Дубровского. Долгое время во французских источниках наблюдались разночтения при передаче названия манускрипта. В 1864 году А. Бесо де Ламот (Alexandre Bessot de Lamothe) именовал рукопись «Ланселот Озёрный и Тристан» (фр. Lancelot du Lac et Tristan) и датировал текст XV веком. Вероятно, из-за опечатки в источнике было указано, что кодекс содержит 324 листа.
В 1936 году граф Александр де Лаборд (Comte Alexandre de Laborde) назвал рукопись «Роман о Ланселоте Озёрном» (в прозе) (фр. Roman de Lancelot du Lac, en prose). В 1959 году Эдит Браер (Édith Brayer) зафиксировала принятое ныне название «Роман о Тристане» в прозе.

## Описание
В настоящее время хранящийся в РНБ Санкт-Петербурга манускрипт fr. F. v. XV. 2 принято называть «Роман о Тристане» в прозе. Рукопись датируется XIV веком, содержит 234 листа и 1 миниатюру.
Видимо, по причине долгого отсутствия обложки текст на первом и последнем листах со временем утерял отчётливость, что характерно для многих средневековых кодексов. За редким исключением остальные фолио сохранились в хорошем состоянии. Все листы однообразно расчерчены и имеют одинаковые поля. Ширина колонок, содержащих 45 строк, одинаковая на всех фолио рукописи. Строки строго горизонтальны и не «пляшут».
Главы (параграфы) открываются орнаментированным инициалом высотой от 7 до 10 строк. Всего их насчитывается 49. Кодекс содержит 7 лэ без нотации, один из них — A vous rois, qui bñ estes Roís (183r, 183v). Одна страница манускрипта была воспроизведена в научном издании «Легенды о Тристане и Изольде». Это страница 90v с двумя орнаментированными инициалами, где описана встреча Кэя сенешаля и Гаериета с Динасом. Кроме того в манускрипте фигурируют изложенные Лёзетом и описанные Мэлори эпизоды о турнире у Девичьего замка (tournoiement deuant le chastel aus pucelles), выступление Ланселота на турнире со щитом Корнуэльского королевства (Lancelot du lac lescu de cornouaille — 55v), встреча Ланселота с девушкой, посланной Изольдой на поиски новостей о Тристане (Lancelot et la Damoiselle messagier de Yseult — 91v), заточение Тристана, Паламеда и Динадана (94r).
Рукопись относится к рыцарским романам в прозе и имеет мало общего с широко известной историей любви, описанной Жозефом Бедье в его переводе «Роман о Тристане и Изольде» или переводе Ю. Н. Стефанова из серии «Библиотека всемирной литературы» (1974). 
Королева Изольда в тексте манускрипта упоминается редко, поскольку акцент повествования перенесён с легенды о любви на описание рыцарских поединков и приключений, поэтому имя Изольды отсутствует в названии романа. Король Марк (le Roy Marc) и Одрет или Одре (Audret — Андрет, племянник Марка у Мэлори) являются эпизодическими персонажами.
Особенностью петербургского манускрипта может считаться рисунок сцены охоты на нижнем поле первого листа (1r): две борзые собаки гонят косулю или серну. К охоте относится ещё только один инициал, ниже которого изображён заяц. Кроме этого, на правом поле фолио 14r поздним добавлением является рисунок молодого человека с готической подписью Tristan.

## Имена некоторых персонажей
Система персонажей петербургского манускрипта «Роман о Тристане» в прозе во многом сопоставима с системой действующих лиц книги о Тристраме романа Томаса Мэлори «Смерть Артура» . Используемый Мэлори источник определить не представляется возможным. Е. М. Винавер при его реконструкции использовал лучшие сохранившиеся манускрипты, в том числе и ленинградскую рукопись fr. F. v. XV. 2. При составлении книги о Тристраме в своей компиляции Мэлори использовал 2-ю редакция «Тристана» в прозе, которая не является частью цикла начала XIII века, именуемого Вульгатой (Vulgate). Таким образом, петербургский манускрипт относится не к Вульгате, а является одной из версий 2-й редакции «Романа о Тристане» в прозе.
Ниже перечислены некоторые персонажи в порядке их первого появления в тексте манускрипта. Все упоминаемые герои задействованы в книге Мэлори. На старофранцузском языке имена переданы в орфографии оригинала, где во всех случаях написаны с заглавной буквы:
- Кей сенешаль (Keux li seneschaul / Keux le seneschal — 1r)
- Гавейн (Gauuain — 1r)
- Тристан (Tristam (1r) — в тексте имя всегда написано полностью, исключая некоторые случаи сокращений в конце строки)
- Сагремор (Sagremor — 1v; Саграмур Желанный у Мэлори)
- Бреюс Безжалостный (Brehus sans pitie — 2r; Брюс Безжалостный у Мэлори)
- Король Артур (le Roy Artus / Artu — 3r)
- Гувернал (Gouuernal — 5r; Говернал у Мэлори; воспитатель и оруженосец Тристана, изначальное имя — Горвенал[13]; у Готфрида Страсбургского — Курвенал[14])
- Динас, сенешаль короля Марка (Dynas le seneschal au roy — 6r; выступал на стороне Тристана[15])
- Паламедес (Palamedes le bon cheualier; Паломид-Сарацин у Мэлори; у А. Д. Михайлова — Паламед, персонаж ряда артуровских романов, рыцарь-сарацин, сын Эсклабора[16])
- Динадан (Dynadam — 10r)
- Бан, отец Ланселота (le Roy Ban de benoyc — 10v)
- Король Северного Уэльса (le Roy de norgalles — 11r)
- Синадан (Synadam — 11v)
- Ланселот Озёрный (Lancelot du Lac — 11v)
- Гаериет (Gaheriet — 13r; у А. Д. Михайлова — Гаэрьет[17])
- Блеоберис Ганский, брат Бламура (Blioberis — 13v)
- Король Карадос (li Roi Karados — 15r)
- Гвиневра (la royne Grienieure — 17v)
- Эктор Окраинный, брат Ланселота (Lector des mares — 20v)
- Королева Изольда (la Royne Yseult — 20v)
- Король c Сотней Рыцарей (le Roy des cent cheualiers — 21r)

Кроме них среди многих прочих в тексте упоминаются:
- Агравейн (Agrauain)
- Бодемагю или Бодемагюс (Baudemagus — Багдемагус у Мэлори; в других рукописях: Бадемагю (или Бадемагюс) — племянник Горского короля Уриена, возлюбленного феи Морганы[18])
- Борс Ганский (li Roys Boors de Gaunes)
- Галехут (Galehoult — Галихуд у Мэлори)
- Грифлет (Girfflet, в «Романе о Тристане» Беруля — Жирофлет — один из рыцарей Круглого Стола, сын До из Кардуэла[19])
- Иван (Yuam aus blanches mains — Ивейн-Белорукий у Мэлори)
- Король Марк (le Roy Marc)
- Одре (Audret — Андрет, племянник короля Марка, заклятый враг Тристана[20]

Упоминаются замки Камелот (Kamaalotz / Kamaalot), Тинтагель (Tyntagueill — Тинтагиль у Мэлори) и другие.
А. Д. Михайлов отметил особенность «Романа о Тристане» в прозе, отличающую его от легенд и романов в стихах — это появление нового персонажа, рыцаря Динадана, «который своим скепсисом и иронией демифологизировал куртуазные идеалы». Литературовед цитировал Ж. Ш. Пайена: «сведя фатальную любовь к более скромным размерам любви рыцарской, „Тристан в прозе“ одновременно принялся критиковать эту унаследованную у Кретьена де Труа любовную идеологию, отведя столь значительное место насмешкам Динадана над глупостью рыцарей, навлекающих на себя всяческие несчастья тем, что ввязываются во всевозможные авантюры, желая прославиться во имя своей прекрасной возлюбленной». По мнению И. М. Бернштейна, Динадана «можно считать своего рода предшественником здравомыслящего и простодушного Санчо Пансы <…> в уста этого трусоватого, весёлого, жизнелюбивого героя вложено немало издёвки над куртуазными и героическими рыцарскими обычаями».

## Орфография
В петербургском манускрипте во всех случаях имя заглавного персонажа передаётся как Tristam, что отличается от многих других рукописей с вариантами Tristan, Tristram, Trystram, etc. Наблюдается свойственная для средневековых манускриптов взаимная заменяемость некоторых букв при отсутствии единой нормы орфографии:
- «i» вместо «j» — ioie вместо joie
- «y» вместо «i» — взаимозаменяемы варианты написания roy и roi; Blyoberus и Blioberis; de moy вместо de moi
- «u» вместо «v» — uient вместо vient; deuant; se uous uoulez veoir; Gouuernal, Gauuain; равно употребимы варианты написания uallet и vallet.

Везде в тексте все имена собственные написаны полностью и с заглавной буквы, исключая позиции в конце строки, где допускались сокращения: Tristam > Tristã > T.; cheualiers > chls, и прочие.